# Tifsa

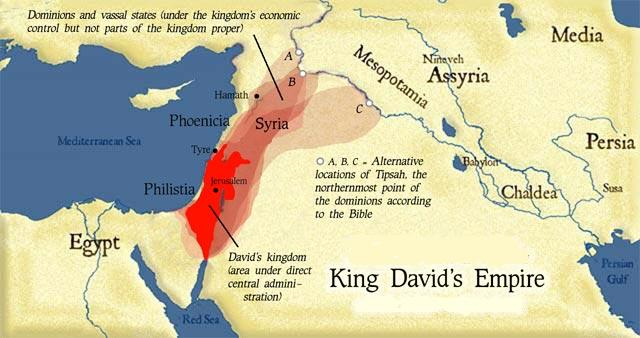
Possíveis localizações de Tifsa no reino de Davi.

Tifsa, segundo a Bíblia, foi uma cidade que se revoltou contra o rei de Israel Menaém; ele conduziu uma expedição punitiva contra a cidade, a partir de Tirza, e assassinou todas as mulheres grávidas rasgando seus ventres (esventramento).
De acordo com o Easton's Bible Dictionary, a palavra hebraica tifsa significa passagem, vau, e representava a fronteira dos domínios do rei Salomão. Identificada com Tápsaco, ela estaria localizada na margem ocidental do rio Eufrates e a 150 km  a nordeste de Tadmor, e seria uma importante rota de passagem entre o oriente e o ocidente. Que Menaém tenha feito a marcha desde Tirza, localizada a 500 ou 600 km de distância  (conforme a rota seja por Tadmor ou por Alepo) mostra o poderio militar do Reino de Israel, pois levar um exército a tal distância seria um desafio à Assíria. Outros, porém, identificam esta cidade a Khurbet Tafsah, localizada 10 km  a oeste de Siquém.